# Ванесса Джеймс
Ване́сса Джеймс (англ. Vanessa James; нар. 27 вересня 1987, Скарборо, Онтаріо, Канада) — фігуристка, що виступала в одиночному фігурному катанні за США та Велику Британію, нині виступає у парному спортивному фігурному катанні в парі з Янніком Боньором, з яким є чемпіонкою Франції з фігурного катання 2010 року, учасниця інших престижних міжнародних змагань з фігурного катання, починаючи від сезону 2008/2009, зокрема 2009 року пара замкнула чільну європейську 10-ку, а 2010 року посіла 7-ме місце на ЧЄ з фігурного катання.
В дебютному сезоні в парі з Еріком Редфордом за збірну Канади здобула бронзову нагороду чемпіонату світу в 2022 році.
Як одиночниця Ванесса Джеймс вигравала першість Великої Британії з фігурного катання 2006 року.

## Особисте життя
Венесса Джеймс народилась у Канаді, але виросла в США. Її батько родом з Бермудських островів, що дозволило Ванессі отримати британський паспорт і виступати за Велику Британію, хоча вона продовжувала жити і тренуватися в Сполучених Штатах.
У 2007 році Джеймс переїхала у Францію для занять парним фігурним катанням.
Її сестра-близнючка, Мелісса Джеймс, також займається фігурним катанням і представляє Велику Британію у танцях на льоду.

## Кар'єра

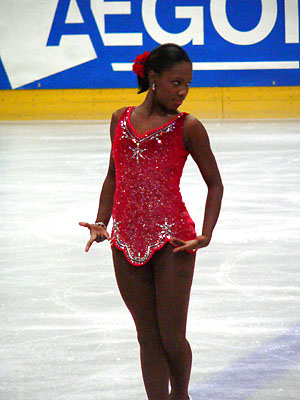
Ванесса Джеймс як одиночниця на етапі юніорського Гран-Прі 2006 року в Нідерландах.

На початку спортивної кар'єри Ванесса Джеймс виступала за США я одиночниця, але на міжнародний рівень вийти не спромоглася.
У 2005 році, вона, використавши той факт, що має британське підданство, перейшла у Збірну Великої Британії з фігурного катання. І 2006 року доволі впевнено виграла національну першість цієї країни у жіночому одиночному катанні, а 2007 року фінішувала на 2-й сходинці.
У 2007 році спортсменка представляла Велику Британію на Чемпіонаті світу з фігурного катання серед юніорів, щоправда посіла там не вельми високе 27-е місце.
Ванесса спробувала кататися у парному катанні з британським фігуристом Хамішем Гаманом, але сталого дуету не вийшло.
Потому фігуристка знову змінила спортивне громадянство, вставши у пару з французьким фігуристом Янніком Боньором. Починаючи від сезону 2008/2009 вони представляють Францію на міжнародному рівні. На Чемпіонаті Європи з фігурного катання 2009 року пара замкнула чільну десятку, а на світовій першості того ж року фінішувала 12-тою, що є непоганим результатом для дебютантів. Крім того, 12-е місце на Чемпіонаті світу забезпечило для Франції одну олімпійську ліцензцію з фігурного катання в турнірі спортивних пар у Ванкувері (2010). У цьому ж сезоні як найсильніша французька спортивна пара Джеймс/Боньор узяли участь у першому в історії командному Чемпіонаті світу з фігурного катання, де посіли 5-те місце з 6-ти можливих.
Джеймс і Боньор уперше здобули першість на Чемпіонаті Франції з фігурного катання 2010 року, а в грудні 2009 року Ванессі було надано французьке громадянство, щоб вона у складі спортивної пари могла представити країну на XXI Зимовій Олімпіаді. На олімпійському турнірі спортивних пар (Ванкувер—2010) пара Джеймс/Бонер показала 14-й результат (із 20 пар-учасників).

## Спортивні досягнення

### у парному катанні
(з Боньором за Францію)
| Сезони/Змагання                               | 2008/2009 | 2009/2010 |
| --------------------------------------------- | --------- | --------- |
| Зимові Олімпійські ігри                       |           | 14        |
| Чемпіонати світу з фігурного катання          | 12        |           |
| Чемпіонати Європи з фігурного катання         | 10        | 7         |
| Чемпіонати Франції з фігурного катання        | WD        | 1         |
| Турніри: «French Masters»                     | 2         |           |
| Етапи Гран-Прі: «Cup of China»                |           | 8         |
| Етапи Гран-Прі: «Trophee Eric Bompard»        | 7         | 8         |
| Турніри: «Nebelhorn Trophy»                   |           | 6         |
| Командний Чемпіонат світу з фігурного катання | 5/4*      |           |

- WD = знялися зі змагань
- * — місце в особистому заліку/командне місце

### у одиночному катанні
(за Велику Британію)
| Сезони/Змагання                                    | 2005/2006 | 2006/2007 | 2007/2008 |
| -------------------------------------------------- | --------- | --------- | --------- |
| Чемпіонати світу з фігурного катання серед юніорів |           | 27        |           |
| Чемпіонати Великої Британії з фігурного катання    | 1         | 2         |           |
| Турніри: «Coupe de Nice»                           |           |           | 3         |
| Етапи юніорського Гран-Прі, Нідерланди             |           | 8         |           |

## Виноски
1. ↑  Patinage artistique : Vanessa James naturalisée française pour les JO 2010 (фр.)